# Sogenanntes Linksradikales Blasorchester
Das Sogenannte Linksradikale Blasorchester war eine im Jahr 1976 gegründete, aus etwa zwanzig Musikern zusammengesetzte Musikkapelle aus Frankfurt am Main. 

## Geschichte
Den Kern dieser Formation bildeten Heiner Goebbels und Alfred Harth, die auch unabhängig vom Sogenannten Linksradikalen Blasorchester zusammenarbeiteten und sich dauerhaft als Solokünstler etablieren konnten. Weitere durchgängige Mitglieder waren Rolf Riehm und Thomas Jahn. Der Schauspieler Ernst Stötzner ist auf dem ersten, die (damals noch linke) Publizistin Cora Stephan auf dem zweiten Album zu hören.
Der undogmatische Charakter des Sogenannten Linksradikalen Blasorchesters, das die Frankfurter Spontiszene begleitete, schlug sich auch auf die Musik nieder, so coverte das Orchester Frank Zappas I’m the slime als „Ich bin halt die Kotze aus deiner Glotze“. Generell setzte das Sogenannte Linksradikale Blasorchester nicht so sehr auf notengenaue Interpretationen, sondern erlaubte sich eine freie Herangehensweise. Das Orchester spielte 1980 auf dem Jazzfest Berlin (Berliner Jazztage) in der Philharmonie und löste sich 1981 auf.
Die beiden bei Trikont erschienenen Originalalben wurden 1999 vom selben Label auf einer Doppel-CD mit zwei Bonustracks wiederveröffentlicht.

## Besetzung
| Thomas Jahn, Gudrun Stocker, Cora Stephan                  | Flöte         |
| Volker Haas, Reinhard Bussmann, Herwig Heise, Walter Ybema | Klarinette    |
| Klaus Becker, Johannes Eisenberg, Gunther Lohr             | Trompete      |
| Barbara Müller-Rendtorff, Rolf Riehm, Henning Wiese        | Altsaxophon   |
| Christoph Anders, Heiner Goebbels, Alfred Harth            | Tenorsaxophon |
| Michael Hoehler, Peter Lieser                              | Posaune       |
| Uwe Schriefer, Jörn Stückrath                              | Tuba          |
| Ernst Stötzner                                             | Stimme        |

## Diskografie
- Hört, Hört (1977, LP auf Trikont)[3]
- Mit gelben Birnen (1980, LP auf Trikont)
- 1976–1981 (die vorgenannten beiden Alben + 2 Bonustracks, 1999, CD auf Trikont)

einzelne Stücke
- Various Artists: Rock gegen Rechts: Kein Nazi-Treffen in Frankfurt und anderswo (Kompilations-LP 1979)[4]
- Various Artists: Dead & Gone # 1 Trauermärsche – Funeral Marches (CD auf Trikont, 1997)[5]